# Liss-Anne Pettersen
Pour les articles homonymes, voir Pettersen.
Liss-Anne Pettersen, née le 7 novembre 1972, est une skieuse de vitesse norvégienne.
Elle devient vice-championne olympique aux Jeux olympiques de 1992 aux Arcs (qui est l'unique épreuve olympique organisée en ski de vitesse).
Avec une incroyable longévité, elle est sacrée 21 ans plus tard Championne du monde (S1) en 2013 à Vars. Cette même année, elle prend la 2e place de la Coupe du monde.
Son record personnel est de 228,715 km/h  (en 2013 à Vars). Il constitue toujours en 2021 le record norvégien.